# Collocalia linchi
Andorinhão-das-cavernas ou salangana-linchi (Collocalia linchi) é uma espécie de andorinhão da família Apodidae.
Pode ser encontrada nos seguintes países: Indonésia e Malásia.